# 그라시 궁전

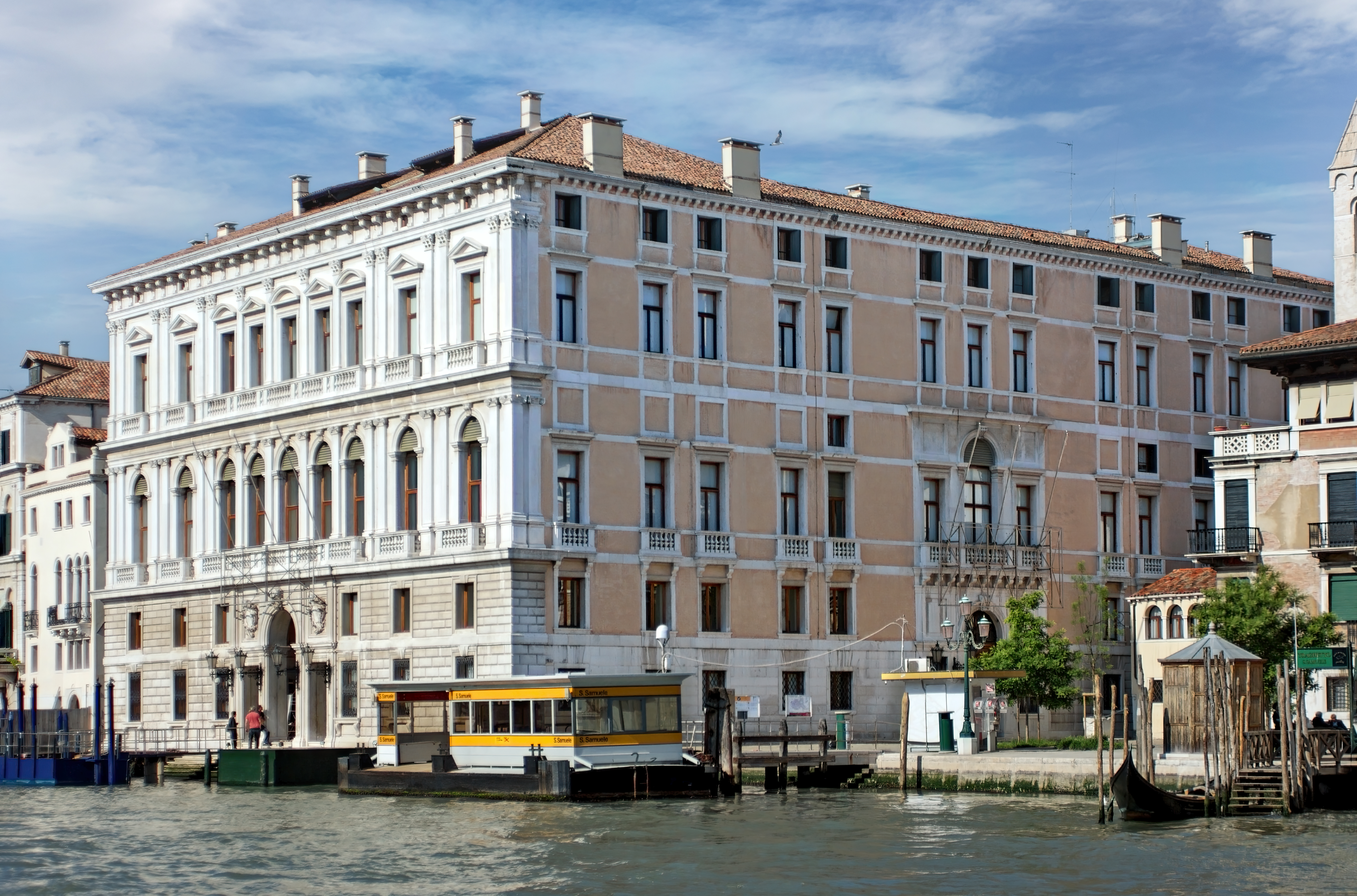
그라시 궁전

그라시 궁전(이탈리아어: Palazzo Grassi 팔라초 그라시[*])은 이탈리아 북동부 베네치아 산마르코에 있는 궁전이다. 카날 그란데를 따라 위치한 궁전 중 하나이다. 1748년부터 1772년까지 지어졌으며, 조지오 그라시가 설계했다. 현재는 미술관으로 사용되고 있다.

## 같이 보기
- 잔니 아녤리
- 푼타 델라 도가나